# I Don't Feel at Home in This World Anymore
I Don't Feel at Home in This World Anymore (Brasil: Já Não Me Sinto Em Casa Nesse Mundo / Portugal: Já Não Pertenço A Este Mundo) é um filme de drama estadunidense de 2017 dirigido e escrito por Macon Blair, marcando sua estreia como cineasta. Protagonizado por Melanie Lynskey, Elijah Wood, David Yow, Jane Levy e Devon Graye, teve sua primeira aparição no Festival de Cinema de Sundance em 19 de janeiro de 2017 e, em 24 de fevereiro, foi distribuído pela Netflix.

## Elenco
- Melanie Lynskey - Ruth Kimke
- Elijah Wood - Tony
- David Yow - Marshall
- Jane Levy - Dez
- Devon Graye - Christine
- Christine Woods - Meredith
- Robert Longstreet - Chris Rumack
- Gary Anthony Williams - William Bendix
- Lee Eddy - Angie
- Derek Mears - Donkey
- Jason Manuel Olazabal - Cesar
- Matt Orduna - Dan
- Michelle Moreno - Jana Huff